# Літтл-Сідар (Айова)
Літтл-Сідар (англ. Little Cedar) — переписна місцевість (CDP) в США, в окрузі Мітчелл штату Айова. Населення — 64 особи (2020).

## Географія
Літтл-Сідар розташований за координатами 43°22′11″ пн. ш. 92°43′25″ зх. д. / 43.36972° пн. ш. 92.72361° зх. д. (43.369847, -92.723642).  За даними Бюро перепису населення США в 2010 році переписна місцевість мала площу 4,58 км², уся площа — суходіл.

## Демографія
Згідно з переписом 2010 року, у переписній місцевості мешкало 60 осіб у 29 домогосподарствах у складі 16 родин. Густота населення становила 13 особи/км².  Було 30 помешкань (7/км²).
Расовий склад населення:
| - 100,0 % — білих |

До двох чи більше рас належало 0,0 %. Частка іспаномовних становила 0,0 % від усіх жителів.
За віковим діапазоном населення розподілялося таким чином: 21,7 % — особи молодші 18 років, 61,6 % — особи у віці 18—64 років, 16,7 % — особи у віці 65 років та старші. Медіана віку мешканця становила 40,5 року. На 100 осіб жіночої статі у переписній місцевості припадало 122,2 чоловіків;  на 100 жінок у віці від 18 років та старших — 135,0 чоловіків також старших 18 років.
Цивільне працевлаштоване населення становило 12 особи. Основні галузі зайнятості: публічна адміністрація — 50,0 %, виробництво — 50,0 %.